# حالت فاک

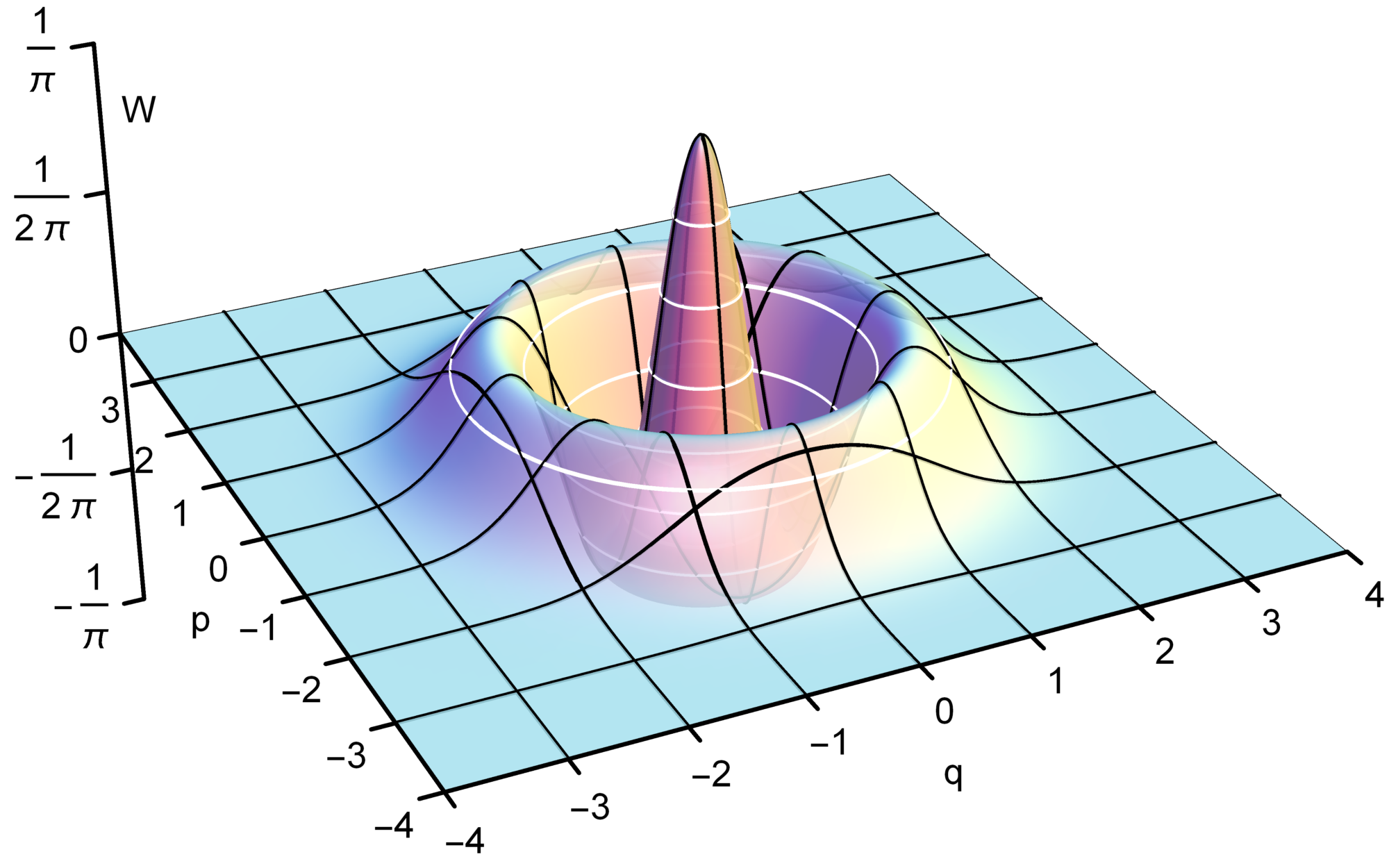
تصویر 3 بعدی از حالت Fock state

در مکانیک کوانتومی، یک حالت فاک (انگلیسی: Fock state) یا حالت تعداد یک حالت کوانتومی است که عنصری از فضای فاک با تعداد معینی از ذرات یا کوانتا می‌باشد.